# Harc (harcerstwo)
Harc – czynność wykonywana przez harcerza w celu sprawdzenia swoich umiejętności, trwająca maksymalnie 24 godziny. Stanowi duszę harcerskiego życia.

## Harce na poziomie młodzika/ochotniczki
Do przykładowych harców na poziomie młodzika/ochotniczki zaliczamy:
- wytrzymanie samotności w lesie
- wytrzymanie głodu, chłodu lub deszczu
- wyczyszczenie garnka obrośniętego sadzą
- nauczenie drużyny zupełnie nowej piosenki

## Harce na poziomie wędrowniczym
Do przykładowych harców na poziomie wędrowniczym zaliczamy:
- poradzenie sobie w pozyskaniu jakichś przedmiotów mimo braku pieniędzy lub ich bardzo małej ilości
- wykonanie trudnego zadania mimo presji czasowej
- przezwyciężenie problemów osobistych

## Harce na poziomie Harcerza Rzeczypospolitej
Do przykładowych harców na poziomie Harcerza Rzeczypospolitej zaliczamy:
- pokonanie barier międzyludzkich
- załatwienie sprawy urzędowej mimo rozbudowanej biurokracji

## Harce dla zastępu zastępowych

### Harce miejskie
Do przykładowych harców miejskich zaliczamy:
- zrobić narzędzie z brązu lub położyć strzechę
- uszyć buty
- zrobić aparat z puszki od konserw
- zasadzić drzewo
- złożyć komputer

### Harce leśne
Do przykładowych harców leśnych zaliczamy:
- ugotować herbatę na środku jeziora
- naleśniki bez menażki
- rozbić samemu dziesiątkę
- sfotografować podobóz z góry
- przejąć z drzewa na drzewo przy pomocy liny
- spędzić noc na jeziorze
- zrobić kubek (z drewna)

## Harc, a wyczyn
Poniżej przedstawiono kryteria odróżniające harc od wyczynu:
| kryterium    | Harc                          | Wyczyn                                                                                  |
| ------------ | ----------------------------- | --------------------------------------------------------------------------------------- |
| czas trwania | do 24 godzin                  | od około miesiąca do około roku                                                         |
| idea         | sprawdzenie swoich możliwości | dążenie do osiągnięcia czegoś, co na początku naszych starań przerasta nasze możliwości |

## Harc, a gra harcerska
Choć harc i gra harcerska w wielu aspektach wykazują wiele cech wspólnych, nie są tym samym. Podstawową różnicą jest to, że nieodłącznym elementem gry harcerskiej jest współzawodnictwo, które w harcu nie występuje. 